# Писаревський Петро Степанович
Петро Степанович Писаревський (1820–1871) — український поет, автор бурлескних віршів і байок.

## Біографія
Народився в селищі Дворічна Слобідсько-Української губернії в родині українського письменника і драматурга Степана Писаревського.
Навчався в Харківській духовній семінарії. Належав до середнього чиновництва. Служив писарем в різних установах в Коротші та Курську, пізніше в 1866—1871 рр. — завідувач канцелярії казанського губернатора.

## Творчість
Писав тільки в юності, під сильним впливом Г. Квітки-Основ'яненка і П. Гулака-Артемовського.
Автор бурлескних віршів («Стецько», «Пан», «Панське слово велике діло» та інших), байок («Цуценя», «Собака та злодій»), в яких прагнув зобразити життєві явища в реалістичному дусі. У своїх байках, хоча й несміливо, але все ж розкривав недоліки кріпосного права і частково викривав недоліки чиновницької бюрократії.
Текст байки «Собака і злодії» власноруч відредагував Тарас Шевченко для альманаху «Ластівка».
Твори поета друкувалися в альманахах «Сніп» Олександра Корсуна, «Ластівка» Євгена Гребінки (1841) і «Збірнику галицько-руської матиці» (1869). Написав також повість «Стецько можебилиця».